# Berta de Borgonya
Berta de Borgonya (964 - 1010) fou infanta de Borgonya i reina consort de França (997-1003).

## Orígens familiars
Filla del rei de Borgonya Conrad III de Borgonya i la seva esposa Matilde de França. Era neta per línia paterna de Rodolf II de Borgonya i Berta de Suàbia, i per línia materna del rei Lluís IV de França i Gerberga de Saxònia.

## Núpcies i descendents
Es casà, en primres núpcies, amb el comte Eudes I de Blois. D'aquest matrimoni tingueren:
- Teobald II de Blois (?-1004), comte de Blois
- Eudes II de Blois (983-1037), comte de Blois
- Terry de Blois (?-996)
- Agnès de Blois
- Berta de Blois

L'any 997 es casà amb el rei Robert II de França, el qual repudià a la seva primera esposa Susanna d'Itàlia.

## Excomuniació de Robert II

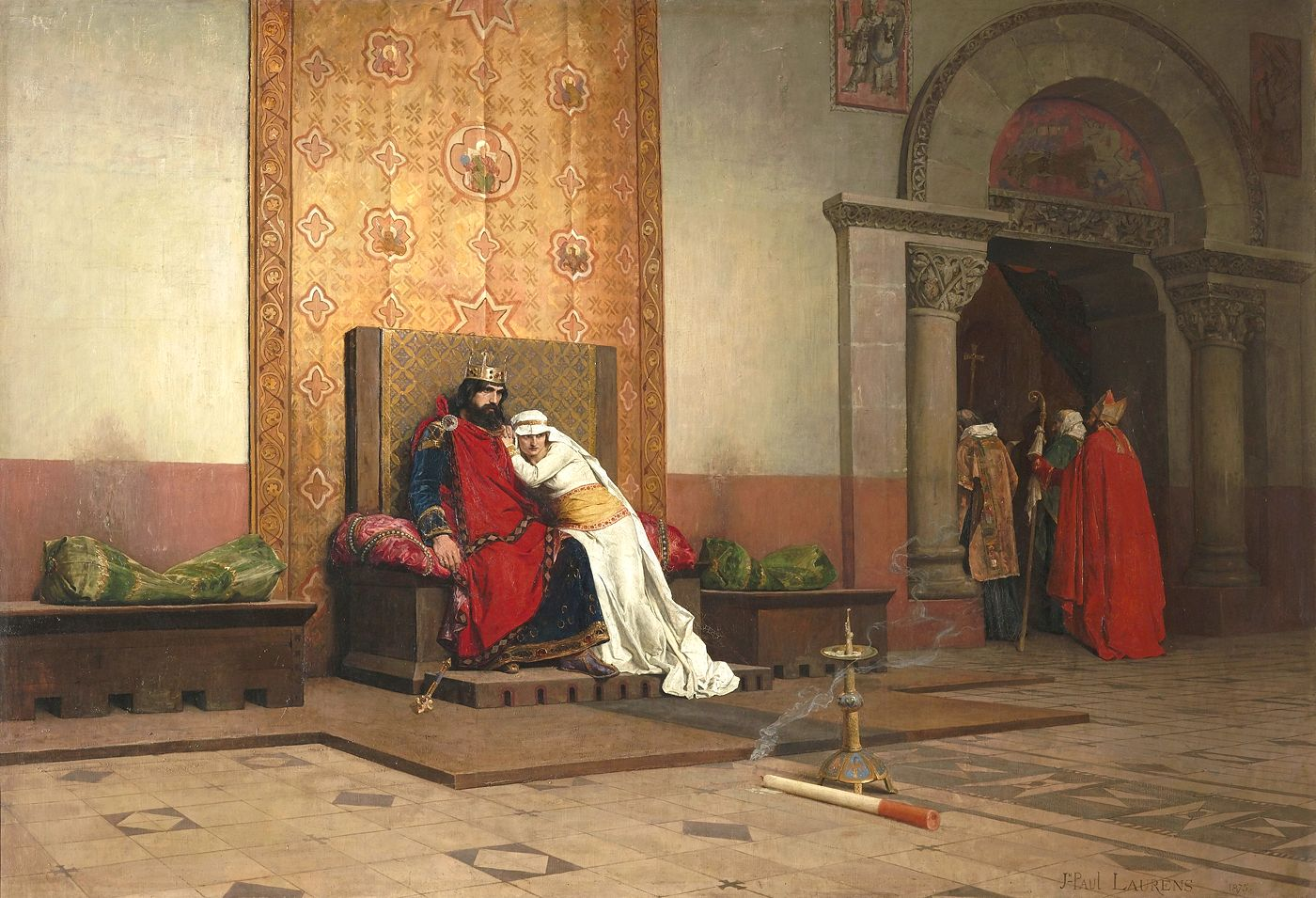
L'excomuniació de Robert

Robert II s'enamorà de Berta tan sols veure-la i la convertí en la seva amistansada. L'any 995, a la mort d'Eudes I de Blois, Robert II es volgué casar amb ella però l'oposició d'Hug Capet, el qual invocava el gran grau de parentesc entre els dos enamorats, provocà que no es poguessin casar fins a la seva mort.
Per aquell matrimoni el papa Gregori V excomunicà el rei francès. Veient l'esterilitat de la seva nova esposa, i gran creient i devot de l'església catòlica, repudià Berta i es casà de nou amb Constança d'Arles per tal d'assegurar la seva descendència.
El Papa Silvestre II anul·là posteriorment el casament de Berta i Robert II, cosa que permeté aixecar l'excomunió que pesava damunt el rei francès.
Un cop assegurada la successió Robert II i Berta de Borgonya intentaren aconseguir l'anul·lació del nou matrimoni del rei francès, per intentar mantenir la seva relació, pèro no ho aconseguiren.